# دومينيك بروبست
دومينيك بروبست (بالفرنسية: Dominique Probst)‏ هو ملحن وبروفيسور فرنسي، ولد في 19 فبراير 1954 في باريس في فرنسا.

## وصلات خارجية
- دومينيك بروبست على موقع IMDb (الإنجليزية)
- دومينيك بروبست على موقع ميوزك برينز (الإنجليزية)
- دومينيك بروبست على موقع ديسكوغز (الإنجليزية)